# Schynige Platte
Station Schynige Platte is een spoorwegstation in de Zwitserse gemeente Gündlischwand op 1.987 m.ü.M. hoogte gelegen op het gelijknamige bergplateau. Het station is het hoogste punt van de smalspoorbaan Schynige Platte-Bahn die in het dal op de spoorlijn Interlaken - Lauterbrunnen aansluit in Wilderswil. Het station werd samen met de lijn ingehuldigd op 14 juni 1893.
Op Schynige Platte heeft men het panorama van de Eiger, Mönch en Jungfrau maar evengoed een uitzicht op de Thunersee en de Brienzersee. Het is de start van een wandelweg op hoogte langs de Faulhorn naar First van waar men kan afdalen naar Grindelwald.

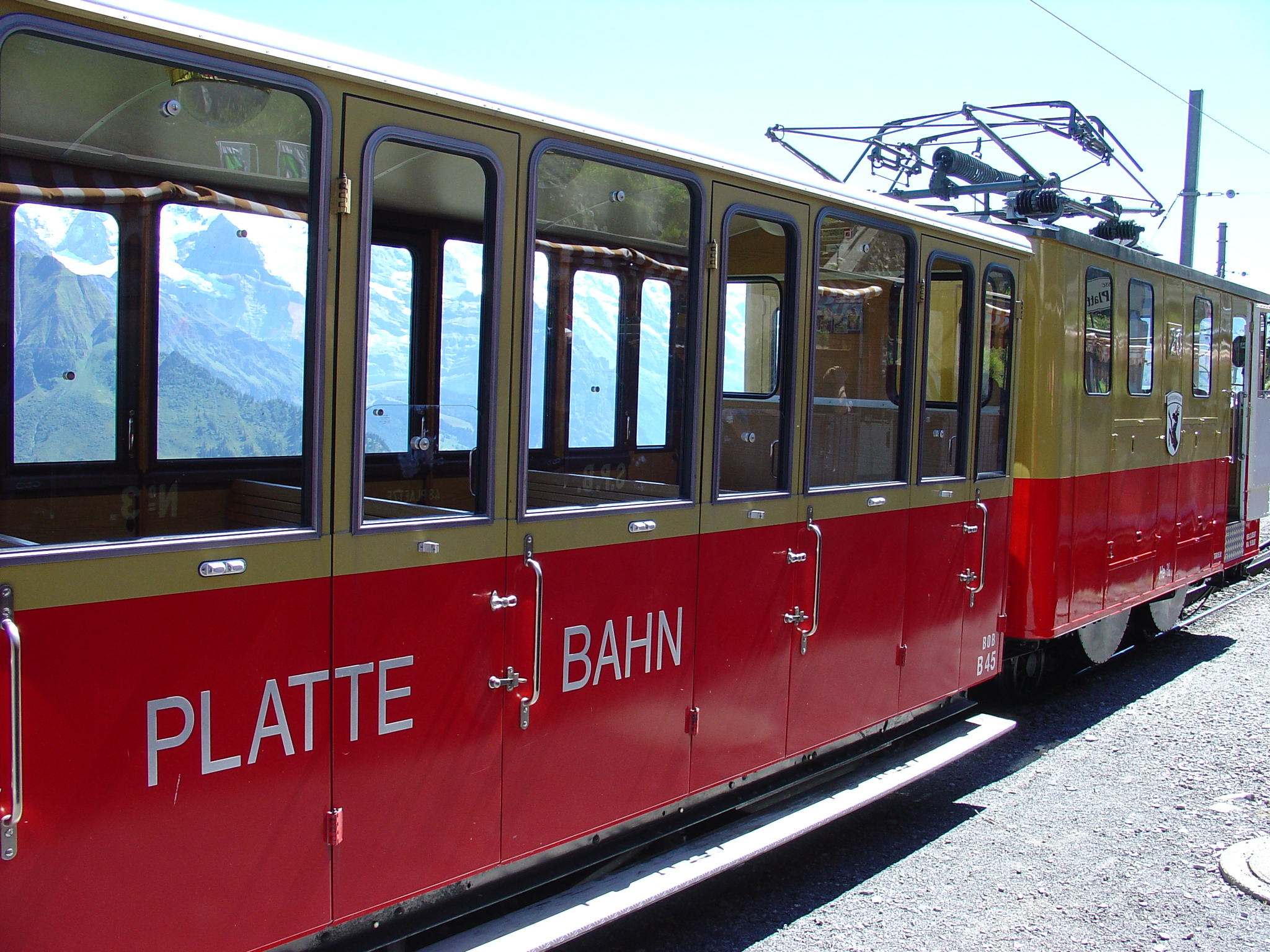
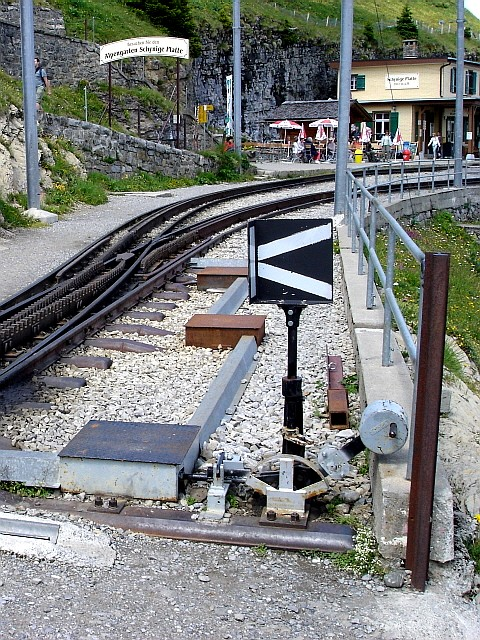
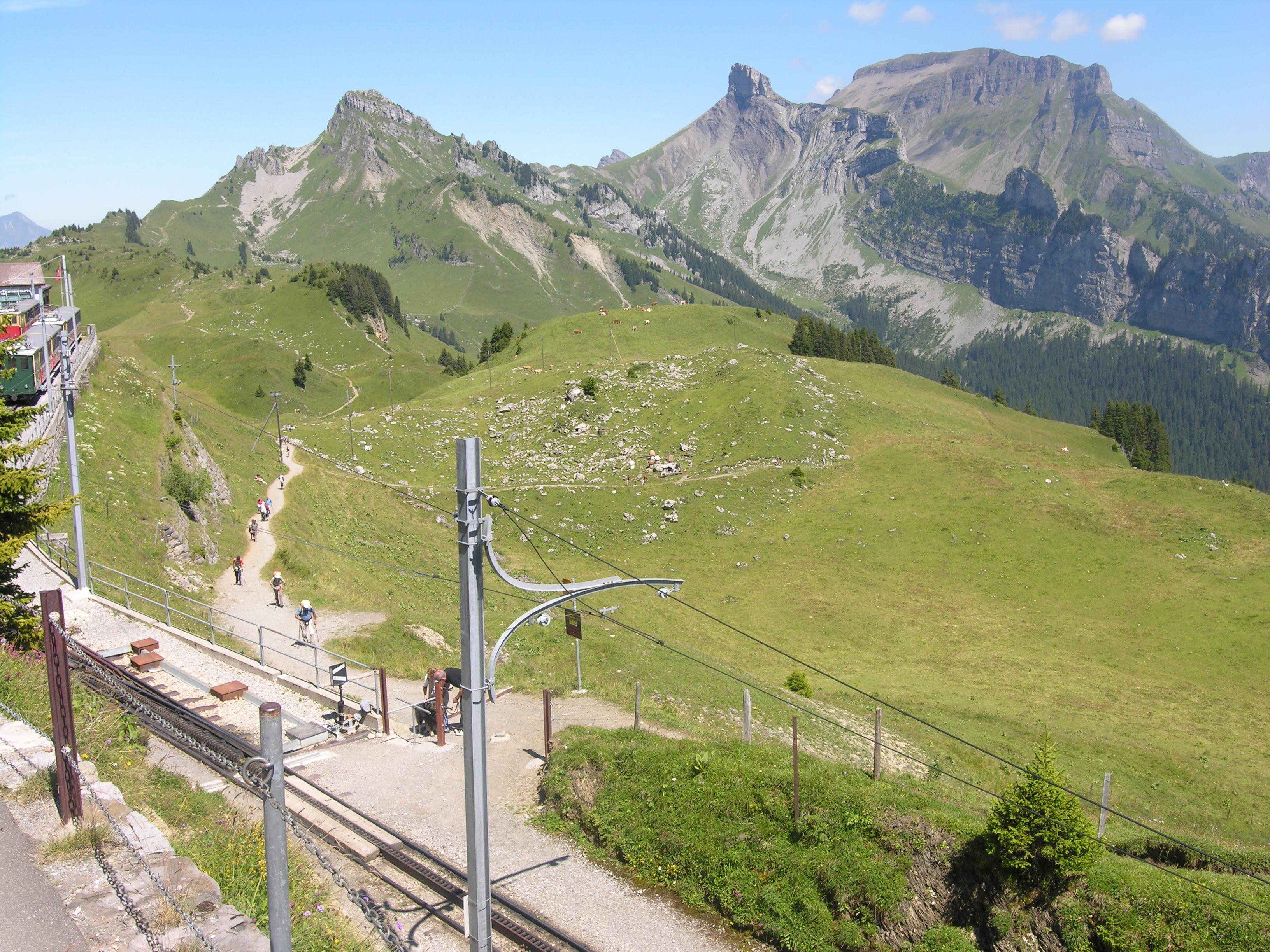
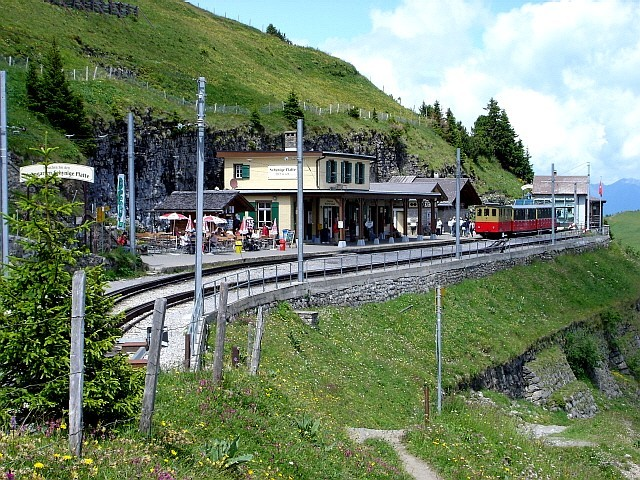